# Schloss Senningen

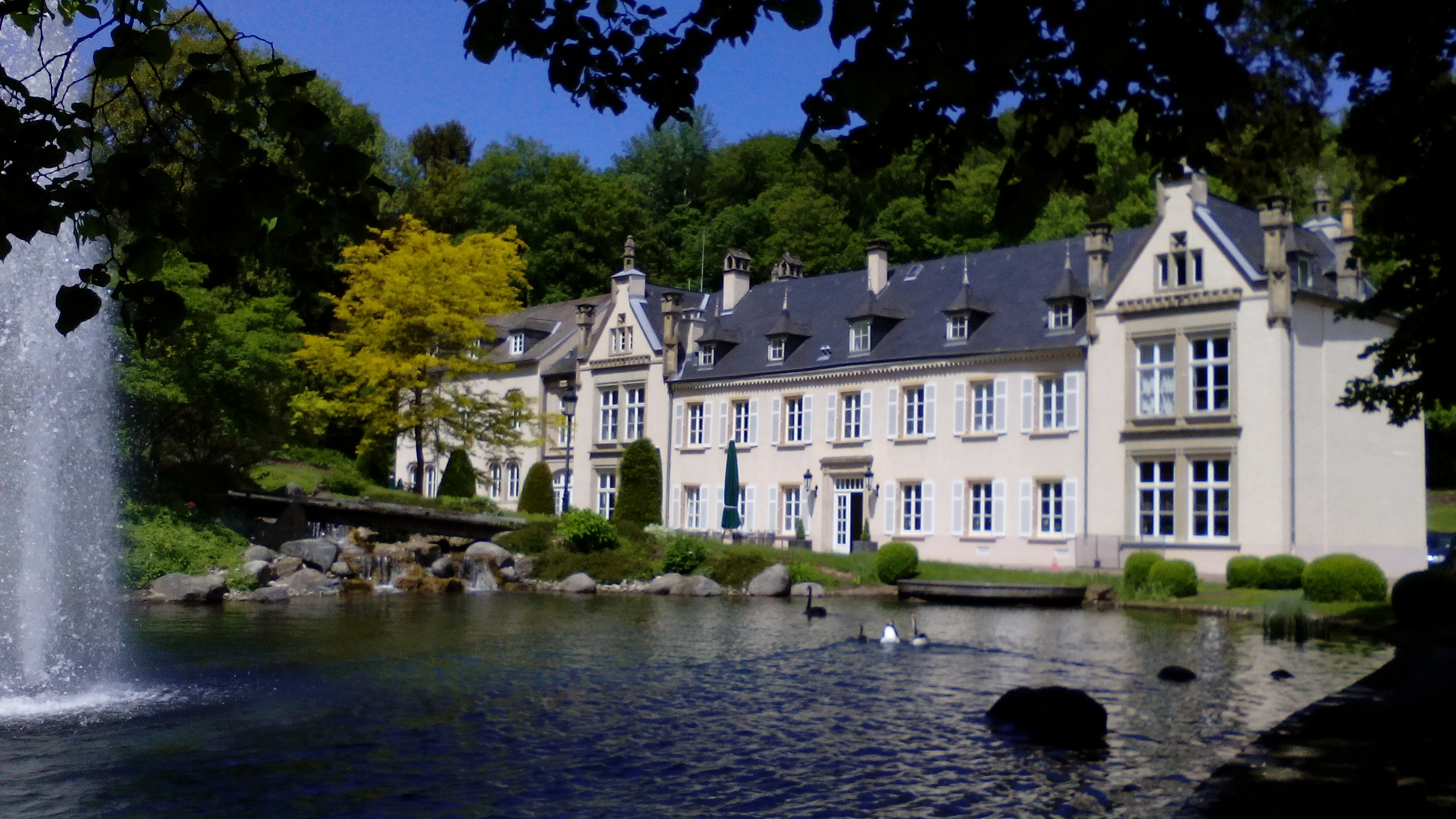
Schloss Senningen (2018)

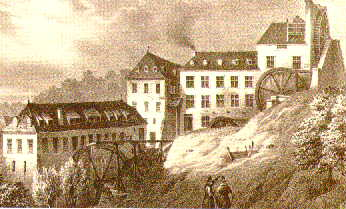
Schloss Senningen und die Papiermühle

Schloss Senningen (lux.: Sennenger Schlass; franz.: Château de Senningen; engl.: Senningen Castle) liegt westlich von Niederanven (Senningen) etwa 11 km von der Stadt Luxemburg im Großherzogtum Luxemburg.

## Geschichte
Im 17. Jahrhundert betrieb Alexandre Wiltheim aus einer der bedeutendsten Familien Luxemburgs drei Wassermühlen für Mehl und Öl auf dem Gelände. Sie wurden vom schnell fließenden Senninger Bach angetrieben. Während des 18. Jahrhunderts wurden die Anlagen in eine Papiermühle umgewandelt. Nach einem Brand im Jahre 1750 wurde die Mühle renoviert und in der Nähe das Schloss errichtet. Die Papierproduktion erreichte ihren Höhepunkt in der Mitte des 19. Jahrhunderts, als Jacques Lamort (1785–1856) die Mühle leitete. Als Folge wirtschaftlicher Probleme wurde die Mühle 1882 endgültig geschlossen. Im selben Jahr kaufte Ernest Derveaux das Grundstück, der die Mühle abriss und die Residenz des Eigentümers (ein Herrenhaus) in ein Schloss mit neugotischen Flügeln verwandelte, das weitgehend heute noch dort steht. Um das Schloss wurde ein Park mit ausgedehnten Grünflächen und teilweise exotischem Baumbestand angelegt.
Von 1940 bis 1944 nutzten die Nationalsozialisten das Schloss als Genesungsheim für Künstler. 1952 bis 1968 nutzte die luxemburgische Armee es für eines seiner Bataillone, ehe es vom Staat in ein Telekommunikationszentrum umgewandelt wurde. Es wurde 1990/1991 um ein Konferenzzentrum mit einem Presseraum und Kabinen für Dolmetscher ergänzt. Es erwies sich als besonders nützlich für Treffen, die während der beiden luxemburgischen Präsidentschaften der Europäischen Union in den 1990er Jahren veranstaltet wurden. Weitere Renovierungsarbeiten wurden 2004 abgeschlossen.
Schloss Senningen war während des Kalten Krieges ein Stützpunkt einer Stay-behind-Organisation und dort befand sich vermutlich ein zweites Archiv des Geheimdienstes.

## Nutzung
Das Schloss wird vom Staat Luxemburg vielfach für Regierungsklausuren, offizielle Treffen, Empfänge, Versammlungen und als Konferenzzentrum genutzt. Es ist für die Öffentlichkeit nicht zugänglich.